# Kozubowski Park Krajobrazowy
Kozubowski Park Krajobrazowy – park krajobrazowy położony w południowej części województwa świętokrzyskiego. Zajmuje powierzchnię 61,696 km², natomiast jego otulina 65,92 km². Obszar parku administracyjnie należy do gmin Michałów, Pińczów i Złota. Otulina leży na terenie gmin Michałów, Pińczów, Złota, Czarnocin i Działoszyce.
Spośród wielu gatunków chronionych w parku należy wymienić przede wszystkim takie gatunki flory jak: miłek wiosenny, len złocisty, podkolan biały, obuwik pospolity oraz groszek pannoński z jedynym stanowiskiem w Polsce (Polana Polichno). Z fauny na uwagę zasługuje tu na pewno gniewosz plamisty i jelonek rogacz. Park cechuje ciekawa rzeźba terenu ze wzniesieniami lessowymi, dolinami rzek oraz wąwozami.
Do ciekawszych obiektów należy też grodzisko w Stradowie oraz cmentarzysko szkieletowe na wzgórzu Sobótka.

## Rezerwaty przyrody na terenie parku
- Polana Polichno
- Wroni Dół

## Galeria

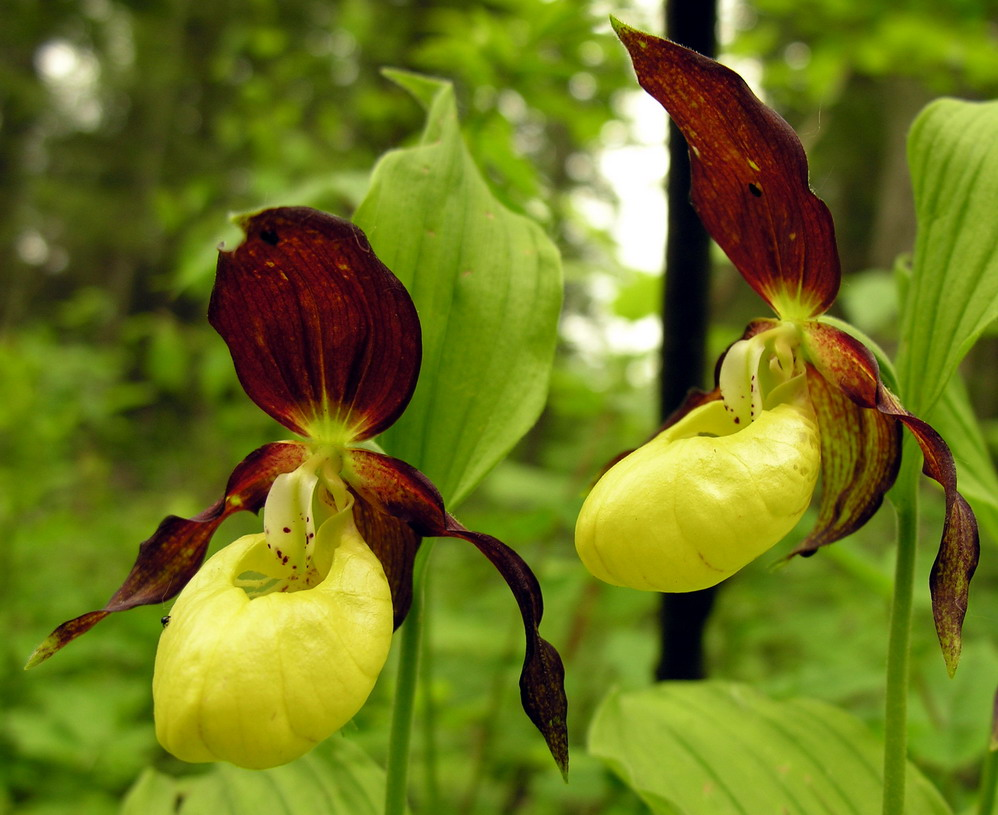
Obuwnik pospolity
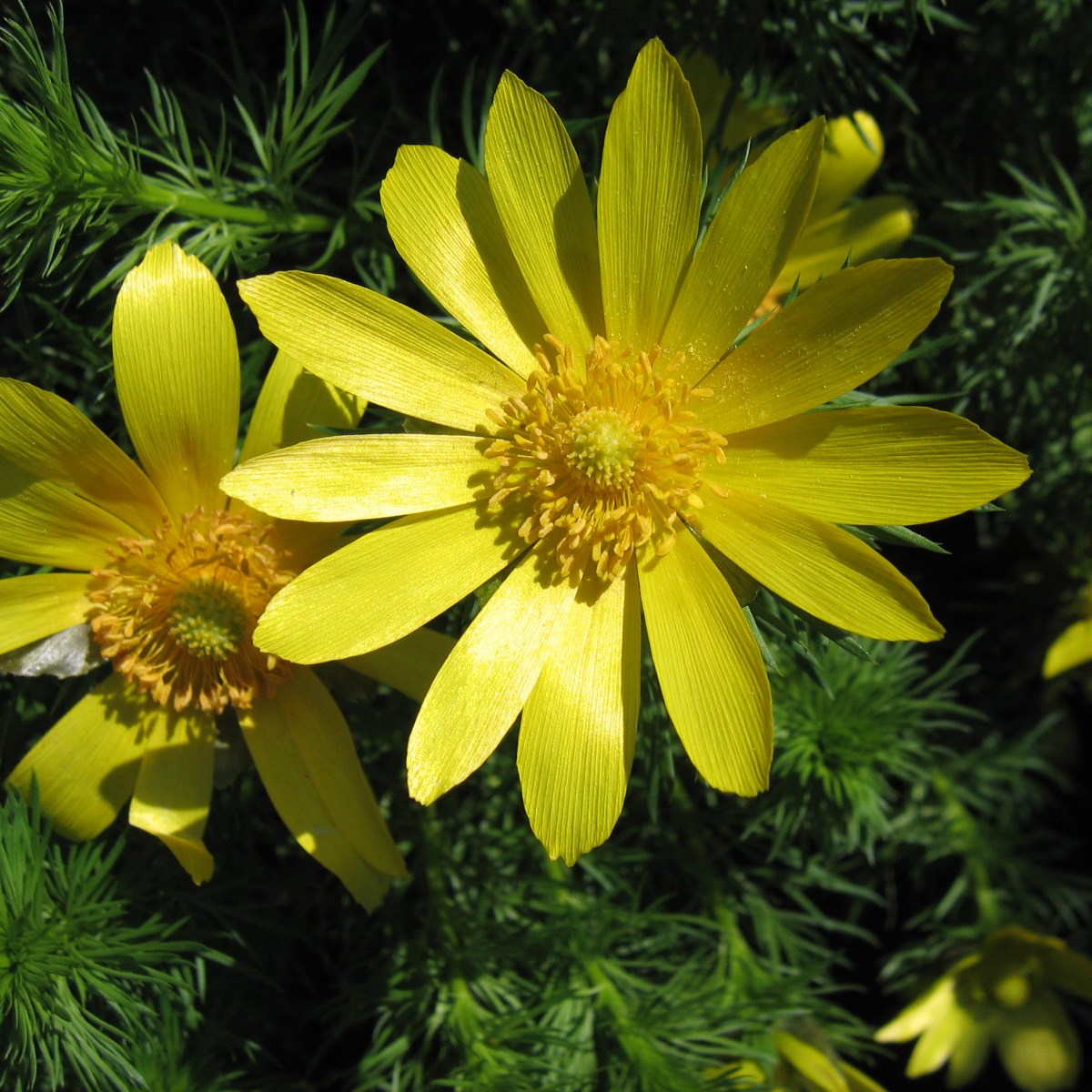
Miłek wiosenny
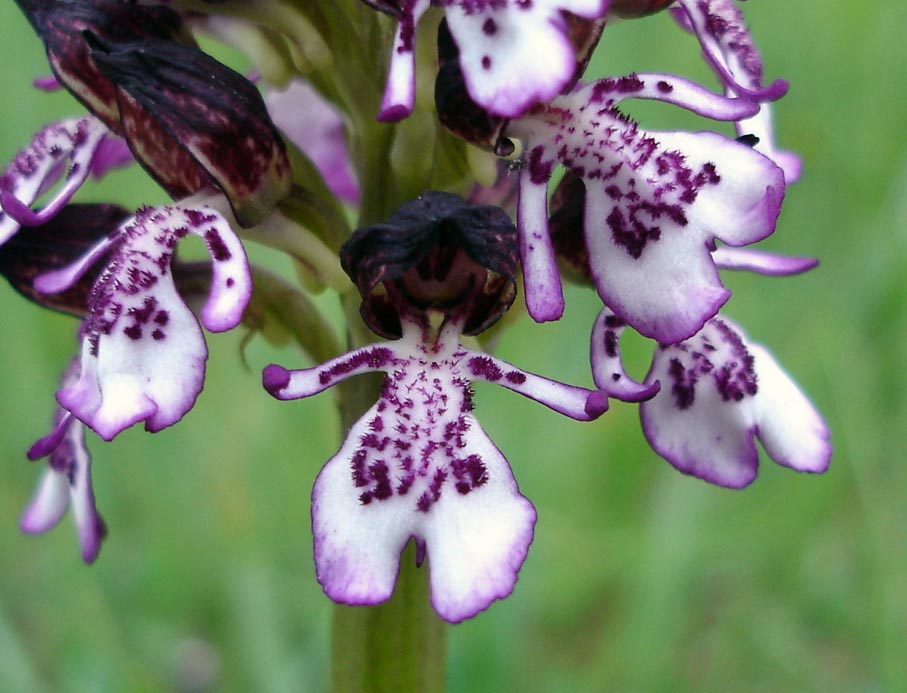
Storczyk purpurowy
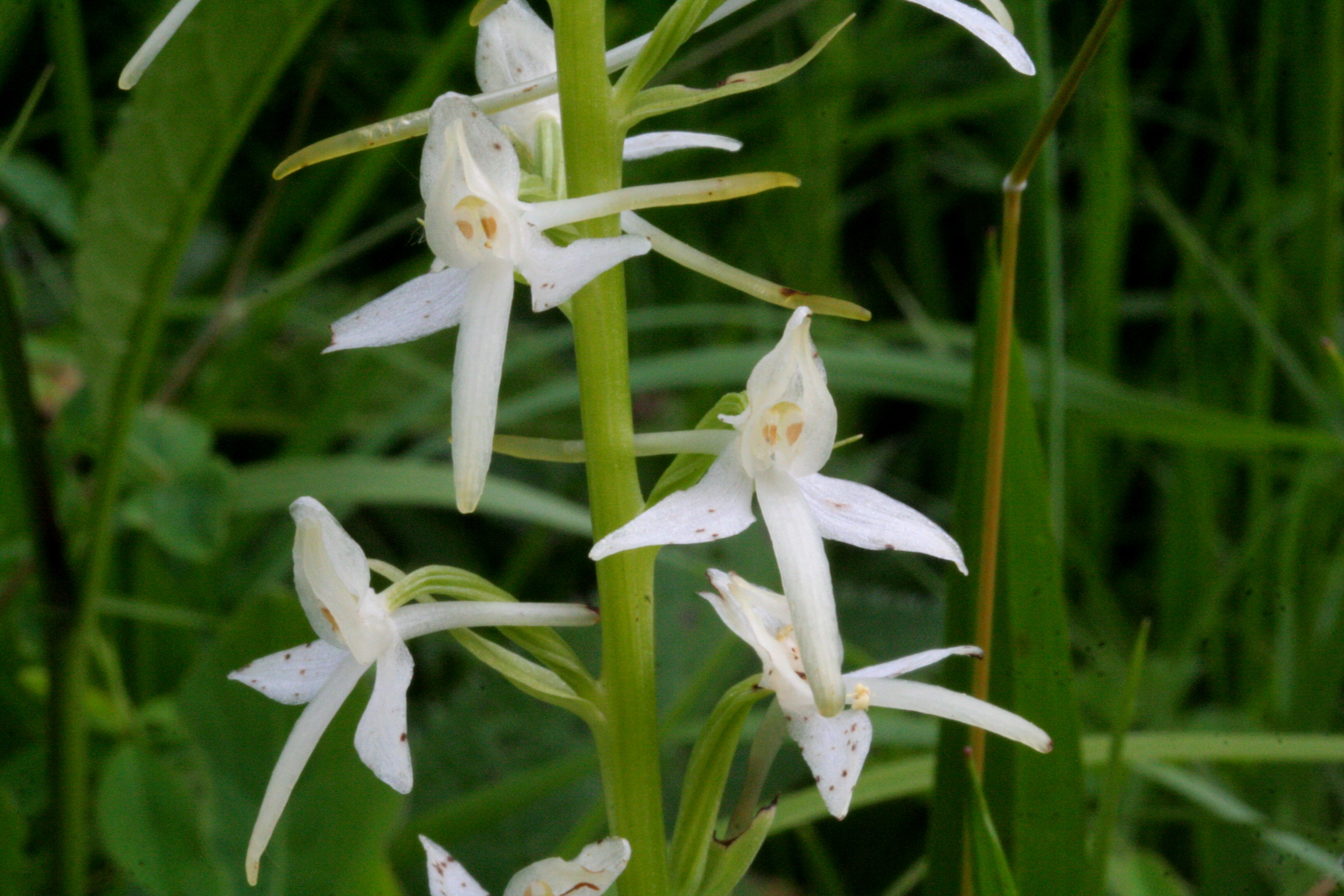
Podkolan biały
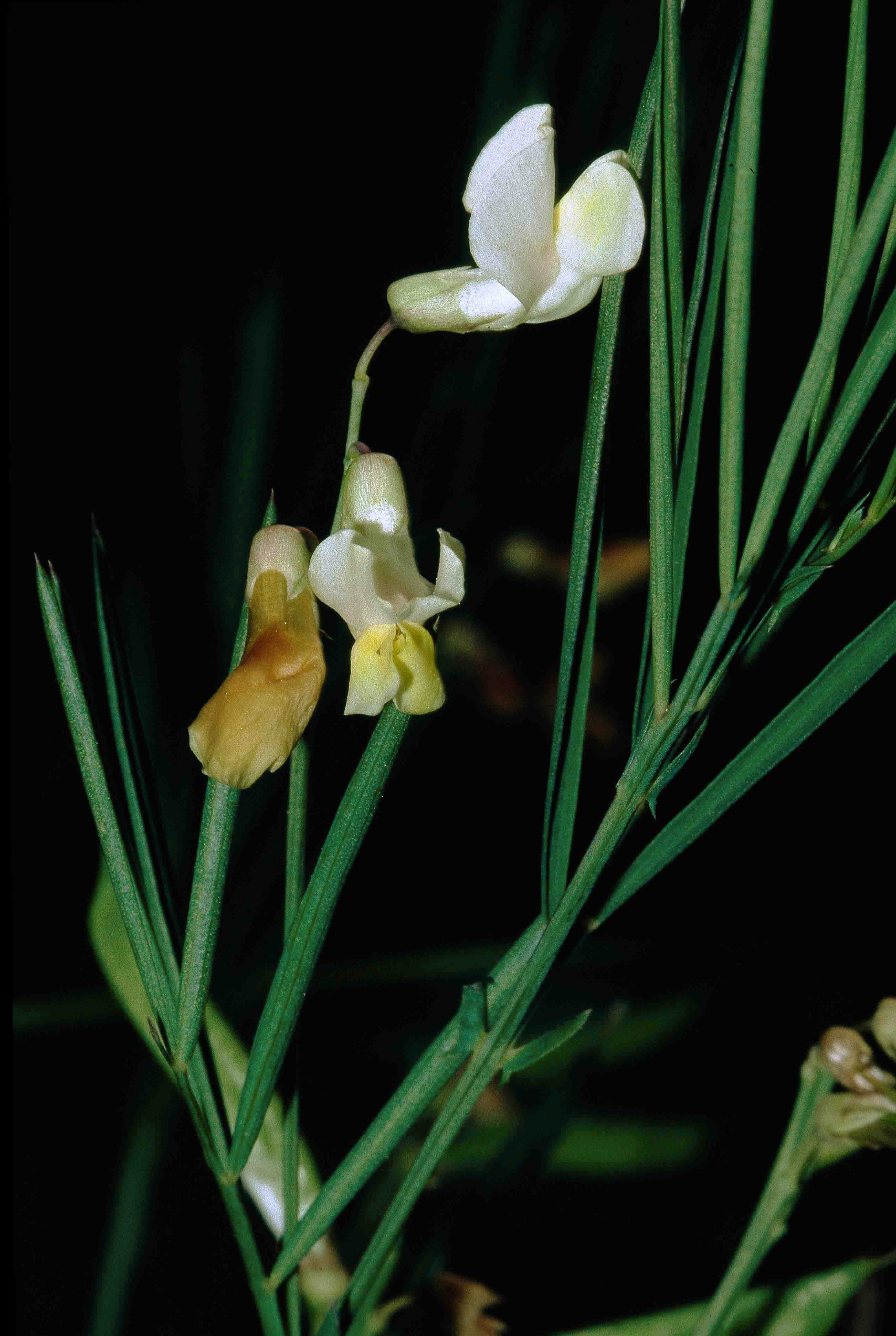
Groszek pannoński
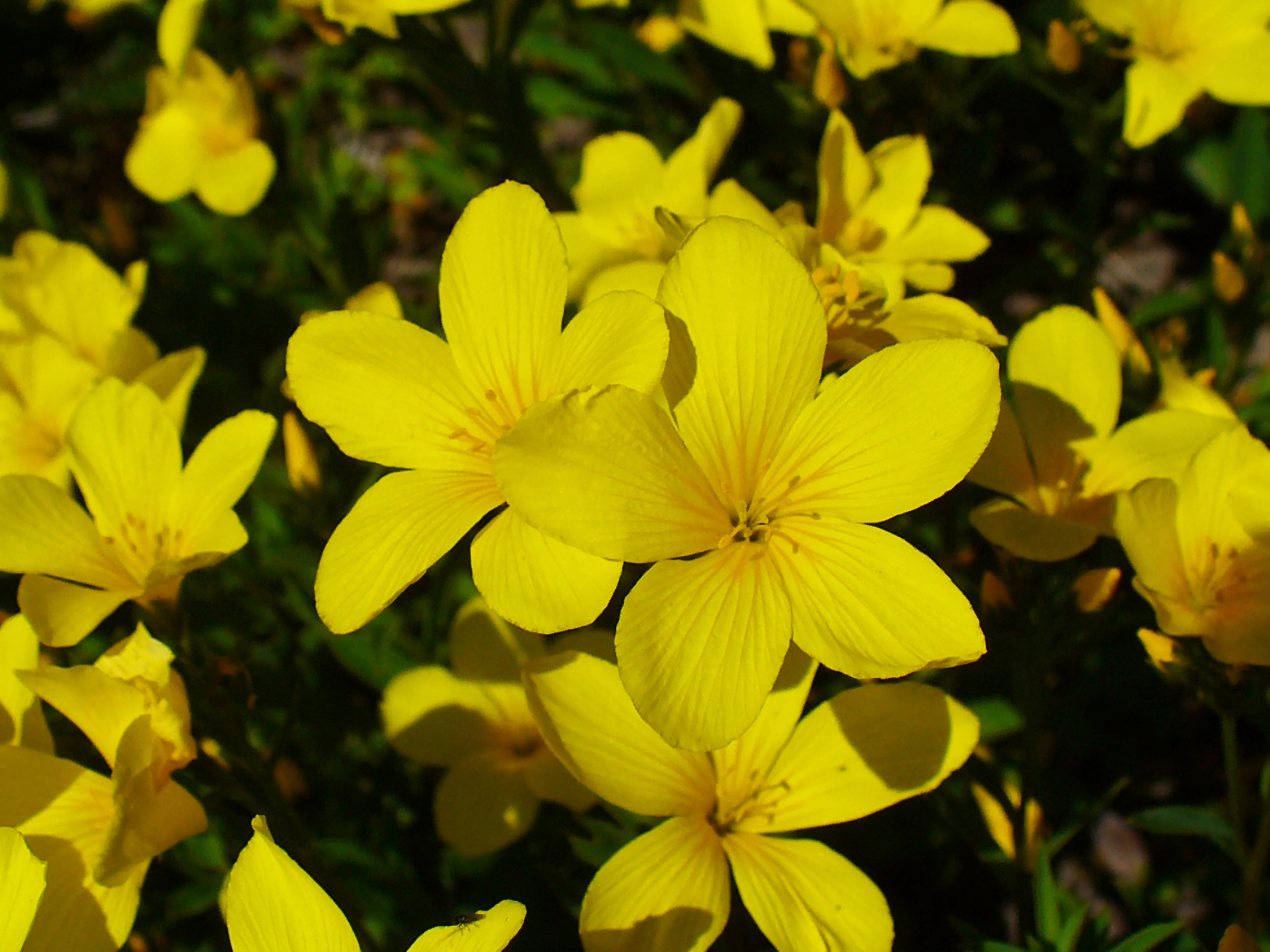
Len złocisty
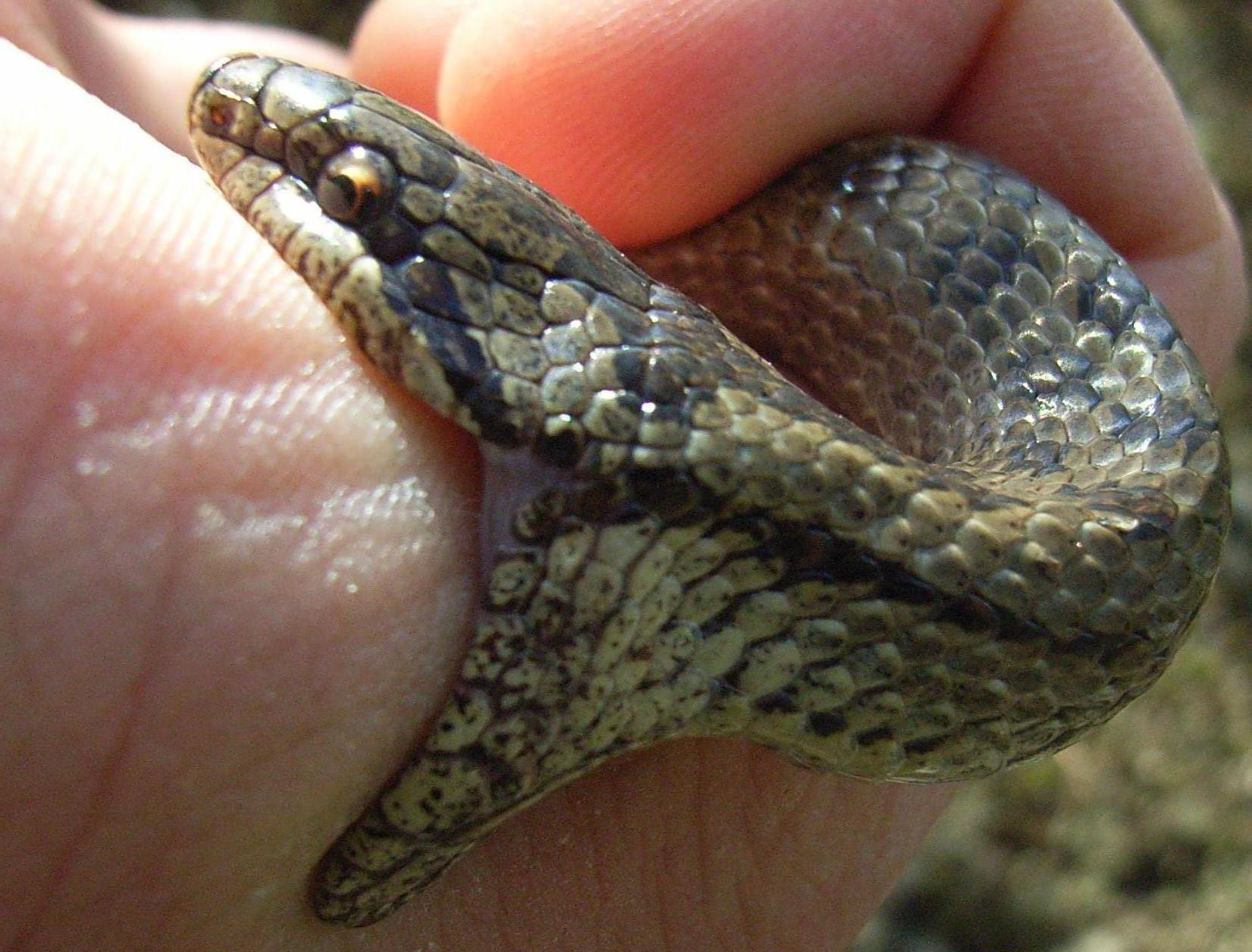
Gniewosz plamisty
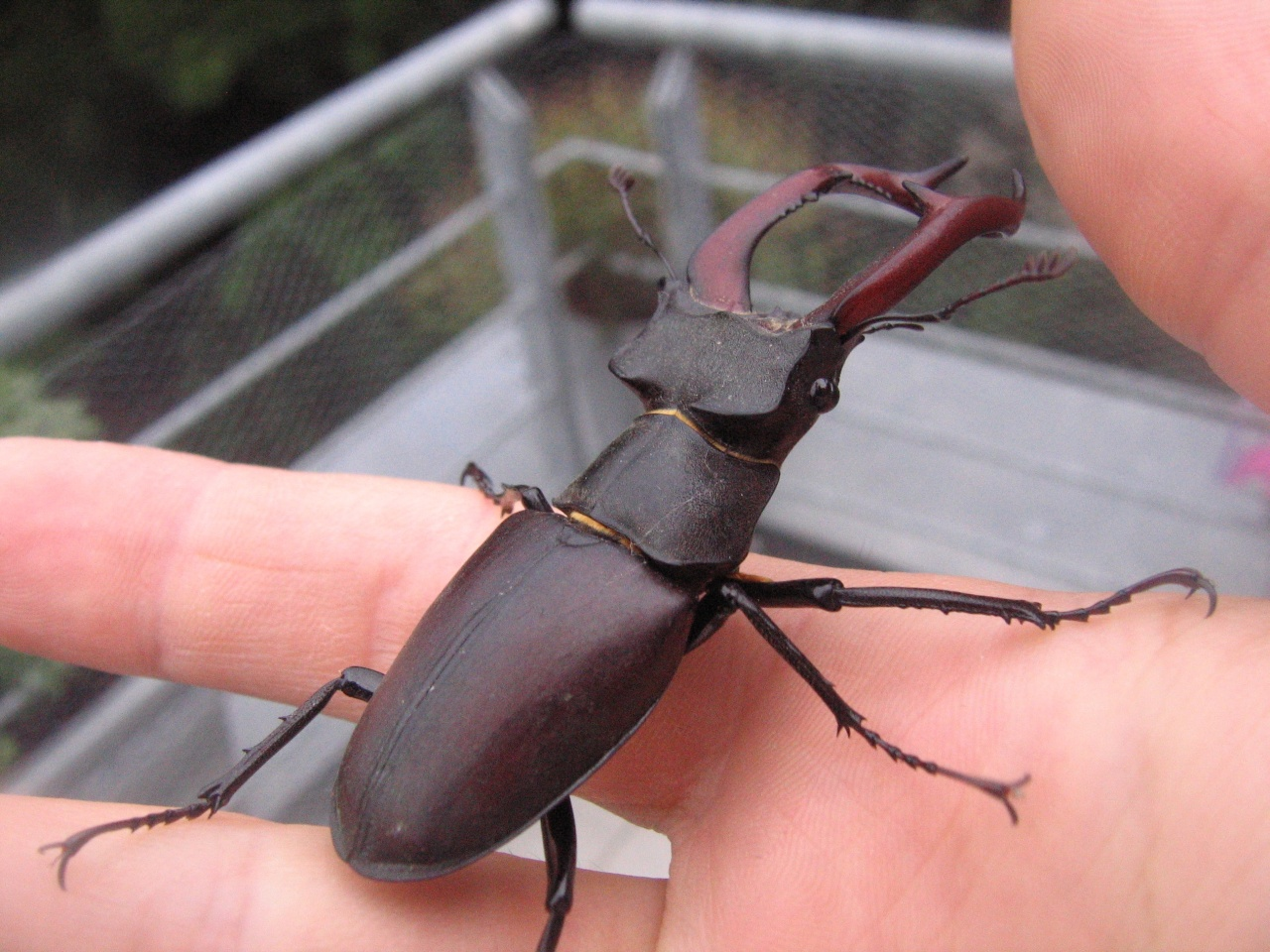
Jelonek rogacz